# يغيشه داريان
يغيشه داريان (بالأرمنية: Եղիշե Դարյան)‏ هو لاعب كرة قدم لبناني لعب في مركز الظهير مع نادي السكة الحديد والهومنتمن بيروت ومنتخب لبنان لكرة القدم.
شارك داريان في المباراة الأولى للمنتخب اللبناني ضد فلسطين الانتدابية عام 1940، والتي خسرها اللبنانيون بنتيجة 5–1، كما مثّل منتخب بيروت عام 1946.